# Inia (Zypern)
Inia (griechisch Ίνεια, türkisch İnya) ist eine Gemeinde im Bezirk Paphos in der Republik Zypern. Bei der Volkszählung im Jahr 2021 hatte sie 319 Einwohner.
In der Nähe der Gemeinde befindet sich die Avakas-Schlucht.

## Name
Inia erhielt seinen Namen ursprünglich vom Wort inos – dem altgriechischen Wort für Wein – während historische Quellen es als Oinia bezeichnen, wobei sich die Schreibweise des Dorfnamens im Laufe der Zeit allmählich änderte und seine heutige Form annahm.

## Lage und Umgebung

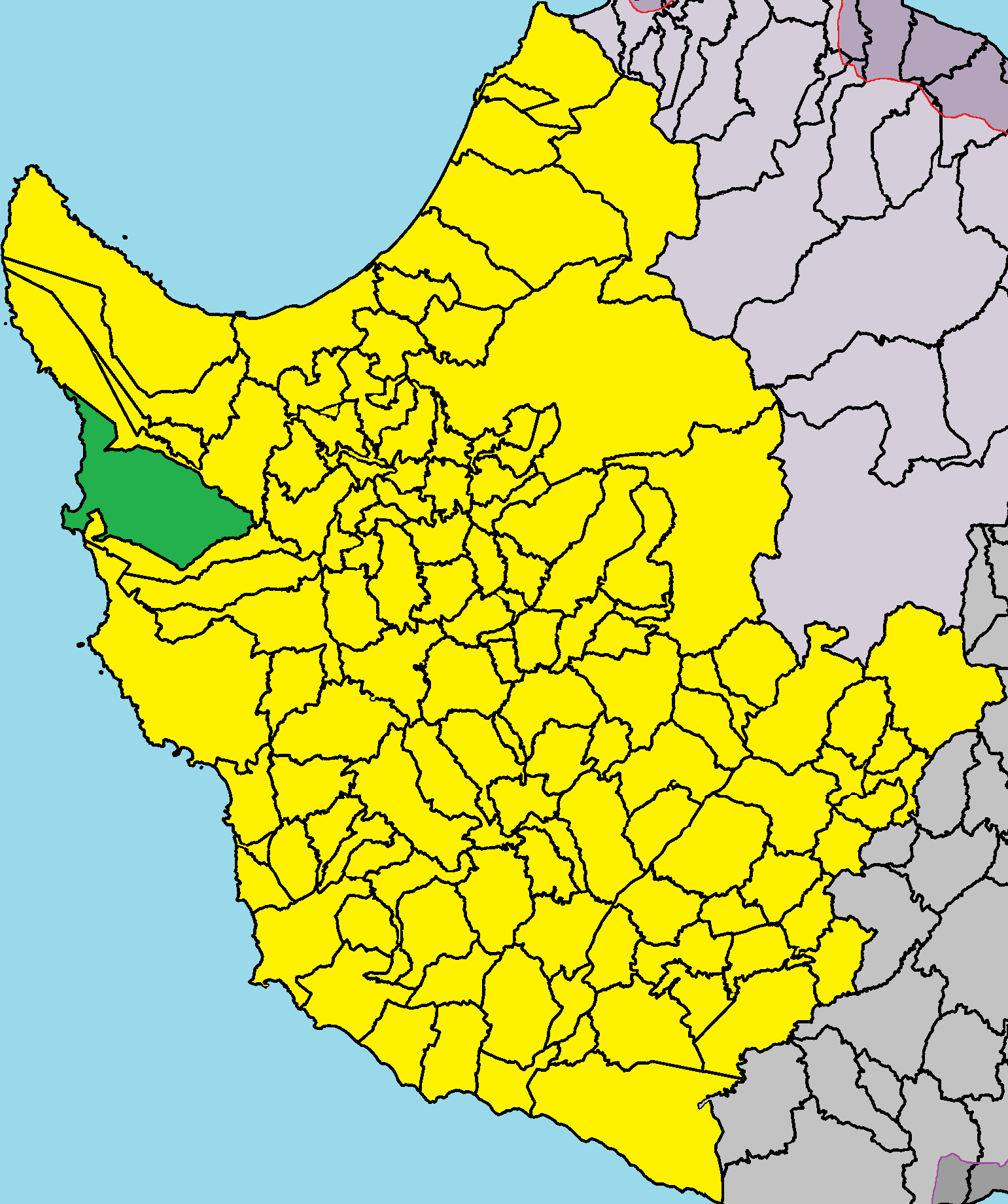
Lage im Bezirk Paphos

Inia liegt im Westen der Mittelmeerinsel Zypern auf einer Höhe von etwa 605 Metern, etwa 30 Kilometer nördlich von Paphos, 92 Kilometer nordwestlich von Limassol und 140 Kilometer von Nikosia entfernt. Das 36,0324 Quadratkilometer große Dorf grenzt im Norden und Osten an Drousia und im Süden an Kato Arodes. Der westliche Teil seines Verwaltungsgebiets liegt an der Küste. Das Dorf kann entweder über die B7 und die E711 oder über die E709 und die F708 erreicht werden.

## Bevölkerungsentwicklung
Die folgende Tabelle zeigt die Bevölkerung des Dorfes, wie sie in den in Zypern durchgeführten Volkszählungen erfasst wurde.
| Jahr      | 1881 | 1891 | 1901 | 1911 | 1921 | 1931 | 1946 | 1960 | 1976 | 1982 | 1992 | 2001 | 2011 | 2021 |
| Einwohner | 15   | 543  | 580  | 620  | 637  | 603  | 682  | 648  | 589  | 480  | 384  | 353  | 385  | 319  |